# چسبندگی سلولی

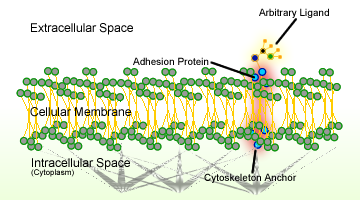
تصویر شماتیک چسبندگی سلولی

چسبندگی سلولی فرآیندی است که طی آن سلول‌ها از طریق مولکول‌های تخصصی سطح سلول به سلول‌های مجاور متصل می‌شوند. این فرایند، می‌تواند از طریق تماس مستقیم بین سطوح سلولی مانند پیوند میان‌یاخته‌ای یا تعامل غیرمستقیم رخ دهد، که در این حالت، سلول‌ها به ماتریکس برون‌یاخته‌ای اطراف متصل می‌شوند، ساختاری ژل‌مانند که حاوی مولکول‌هایی است که سلول‌ها در فضاهای بین آن‌ها آزاد می‌کنند. چسبندگی سلول‌ها از برهم‌کنش بین مولکول‌های چسبندهٔ سلولی (CAMs) و پروتئین‌های گذرنده از غشای واقع در سطح سلول رخ می‌دهد. چسبندگی سلولی، سلول‌ها را به روش‌های مختلف، به یکدیگر پیوند می‌دهد و می‌تواند در انتقال سیگنال برای سلول‌ها برای شناسایی و واکنش به تغییرات محیطی نقش داشته باشد. سایر فرآیندهای سلولی که توسط چسبندگی سلولی تنظیم می‌شوند عبارت‌اند از مهاجرت سلولی و توسعهٔ بافت در جانداران چندسلولی.
تغییرات در چسبندگی سلولی می‌تواند فرآیندهای مهم سلولی را مختل کند و منجر به انواع بیماری‌ها از جمله سرطان و آرتریت شود. چسبندگی سلولی برای ارگانیسم‌های عفونی مانند باکتری‌ها یا ویروس‌ها برای ایجاد بیماری ضروری است.

## مکانیزم کلی

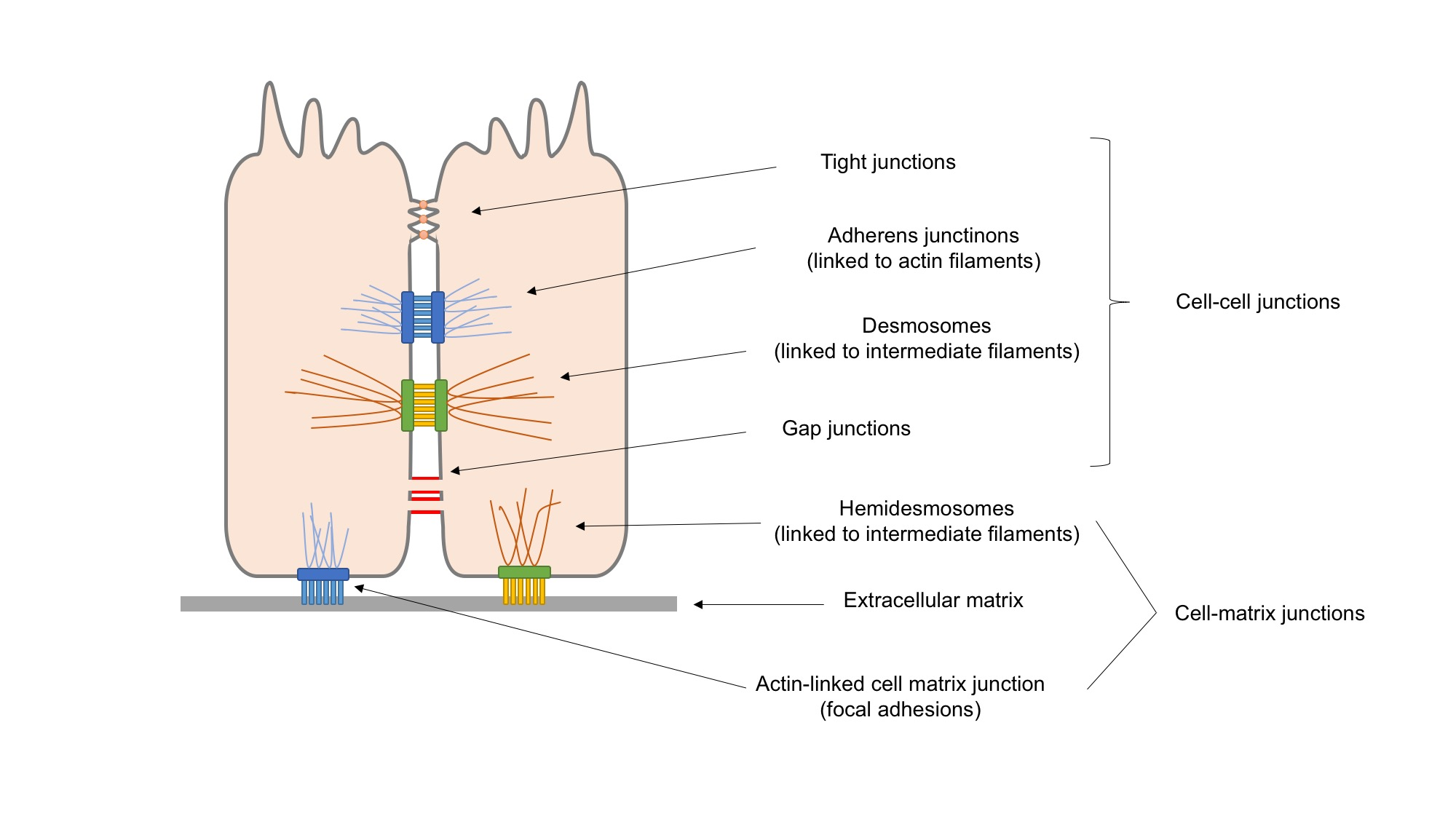
نمودار کلی انواع مختلف اتصالات سلولی موجود در سلول‌های بافت پوششی، از جمله اتصالات سلول به سلول و اتصالات سلول به ماتریکس.

مولکول‌های چسبندهٔ سلولی (CAMs) به چهار خانوادهٔ اصلی طبقه‌بندی می‌شوند: اینتگرین‌ها، ایمونوگلوبولین‌ها (Ig)، کادرین‌ها و سلکتین‌ها.
هر یک از این مولکول‌های چسبنده، عملکرد متفاوتی دارند و لیگاندهای مختلفی را تشخیص می‌دهند. نقص در چسبندگی سلول، معمولاً به نقص در بیان مولکول‌های چسبنده سلولی (CAMs) نسبت داده می‌شود.
در جانداران چندسلولی، اتصالات بین مولکول‌های چسبندهٔ سلولی به سلول‌ها اجازه می‌دهد به یکدیگر بچسبند و ساختارهایی به، نام اتصالات سلولی ایجاد کنند. با توجه به عملکرد آن‌ها، اتصالات سلولی را می‌توان به صورت زیر طبقه‌بندی کرد:
- اتصالات لنگری (اتصالات چسبنده، دسموزوم‌ها و همی‌دسموزوم‌ها)، که سلول‌ها را در کنار هم نگه داشته و تماس بین سلول‌ها را تقویت می‌کند.
- اتصالات مسدودکننده (اتصالات محکم)، که شکاف‌های بین سلول‌ها را از طریق تماس سلول-سلول می‌بندد و مانع نفوذناپذیری برای انتشار مواد می‌شوند.
- اتصالات تشکیل‌دهندهٔ کانال (اتصالات شکاف‌دار)، که سیتوپلاسم سلول‌های مجاور را به هم متصل کرده و امکان انتقال مولکول‌ها بین سلول‌ها را فراهم می‌کنند.
- اتصالات رله سیگنال، که می‌توانند سیناپس در دستگاه عصبی باشند.

از طرف دیگر، اتصالات سلولی را می‌توان بر اساس آنچه که با سلول تعامل می‌کند به دو نوع اصلی طبقه‌بندی کرد: اتصالات سلول به سلول، (عمدتاً توسط کادهرین‌ها) و اتصالات سلول-ماتریکس، (عمدتاً توسط اینتگرین‌ها)
انواع اتصالات سلول به سلول، شامل اتصالات چسبنده، دسموزوم‌ها، اتصالات محکم و اتصالات شکاف‌دار هستند.

## در جانداران دیگر

### یوکاریوت‌ها
سلول‌های گیاهی نزدیک، به یکدیگر می‌چسبند و از طریق پلاسمودسم، به هم متصل می‌شوند. مولکول‌هایی که یا مواد مغذی یا سیگنال‌های مورد نیاز برای رشد هستند، به‌صورت غیرفعال یا انتخابی، از طریق پلاسمودسماتا بین سلول‌های گیاهی منتقل می‌شوند.
پروتوزوئا مولکول‌های چسبندگی متعددی را با ویژگی‌های مختلف بیان می‌کنند که به کربوهیدرات‌های مستقر در سطوح سلول‌های میزبان خود، متصل می‌شوند. چسبندگی سلول به سلول برای تک‌یاخته‌های بیماری‌زا، موضوعی کلیدی است که آن‌ها از این طریق، به سلول‌های میزبان خود متصل می‌شوند. نمونه‌ای از تک‌یاخته‌های بیماری‌زا، انگل مالاریا (پلاسمودیوم فالسیپاروم) است که از یک مولکول چسبنده به نام پروتئین circumsporozoite برای اتصال به سلول‌های کبد، و مولکول چسبندهٔ دیگری به نام پروتئین سطحی merozoite برای اتصال به گلبول‌های قرمز استفاده می‌کند.
قارچ‌های بیماری‌زا از مولکول‌های چسبندهٔ موجود در دیوارهٔ سلولی خود برای اتصال، یا از طریق برهم‌کنش‌های پروتئین-پروتئین یا پروتئین-کربوهیدرات، به سلول‌های میزبان یا فیبرونکتین‌ها در ماتریکس خارج سلولی استفاده می‌کنند.

### پروکاریوت‌ها
پروکاریوت‌ها جدای از استفاده از پیلی (مویک) و تاژک‌های آن برای چسبندگی سلولی مولکول‌های چسبنده‌ای روی سطح سلول خود دارند که به آن‌ها چسبنده‌های باکتریایی گفته می‌شود. چسبنده‌ها می‌توانند انواع لیگاندهای موجود در سطوح سلول میزبان و همچنین اجزای ماتریکس خارج سلولی را تشخیص دهند. این مولکول‌ها همچنین ویژگی میزبان را کنترل می‌کنند و تروپیسم (برهم‌کنش‌های بافت یا سلول خاص) را از طریق تعامل با لیگاندهای خود تنظیم می‌کنند.

### ویروس‌ها
ویروس‌ها همچنین دارای مولکول‌های چسبنده هستند که برای اتصال ویروس به سلول‌های میزبان لازم است. برای مثال، ویروس آنفلوانزا یک هماگلوتینین روی سطح خود دارد که برای شناسایی قند سیالیک اسید روی مولکول‌های سطح سلول میزبان لازم است. اچ‌آی‌وی دارای یک مولکول چسبنده به نام gp120 است که به لیگاند CD4 خود متصل می‌شود که بر روی لنفوسیت‌ها بیان می‌شود. ویروس‌ها همچنین می‌توانند اجزای اتصالات سلولی را هدف قرار دهند تا وارد سلول‌های میزبان شوند، این چیزی است که وقتی ویروس هپاتیت سی، اکلودین‌ها و کلودین‌ها را در اتصالات محکم هدف قرار می‌دهد تا وارد سلول‌های کبدی شود، اتفاق می‌افتد.